# Tôi là Bêtô
Tôi Là Bêtô là tác phẩm của nhà văn chuyên viết cho thanh thiếu niên Nguyễn Nhật Ánh. Ông đã được đông đảo bạn đọc biết đến qua các tác phẩm quen thuộc như Thằng quỷ nhỏ, Trại hoa vàng, Bong bóng lên trời, Cô gái đến từ hôm qua... và hai bộ truyện nhiều tập Kính vạn hoa và Chuyện xứ Lang Biang.
Với Tôi là Bêtô, đây là lần đầu tiên ông viết một tác phẩm qua lời tự sự của một chú cún. Trong truyện ngắn này, thế giới được nhìn một cách trong trẻo, gần gũi, mới mẻ nhưng lồng trong đó không thiếu những ý tứ thâm trầm, khiến người đọc phải ngẫm nghĩ, suy tư.

## Nội dung
Tôi là Bêtô là những mẩu chuyện của chú cún Bêtô với bạn của chú là Binô, cả hai cùng sống với cô chủ Ni, một bạn mới là Laica ở nơi khác. Tuy ngoại hình và tính cách đều khác biệt, như Laica thì nghịch ngợm và phá phách hơn hết những chú cún khác đồng trang lứa thì Binô lại là một chú cún cực kì thấu hiểu thế giới xung quanh, thông thái và lúc nào cũng điềm tĩnh, được Bêtô xem như một nhà hiền triết chính hiệu, hay ta có chú cún Bêtô vừa nghịch ngợm nhưng cũng vừa đáng yêu,.....nhưng dẹp qua tất cả, Tôi là Bêtô mang tới độc giả một thông điệp. truyền cảm về tình bạn đáng quý của Bêtô và những người bạn quanh nó. Nhờ cách tiếp cận mới mẻ tới độc giả, Tôi là Bêtô luôn là món quà ý nghĩa đối với mọi người vào những dịp đặc biệt. Câu chuyện ấy có chứa sự hồn nhiên, nhí nhảnh của tuổi mới lớn.

## Nhân vật

### Nhân vật chính
- Bêtô
- Binô
- Chị Ni
- Laica

### Nhân vật phụ
- Lão Hiếng
- Bà cố chị Ni
- Bố mẹ chị Ni
- Nghé (anh chị Ni)